# Diggers (serie televisiva)
Diggers è una serie televisiva israeliana per ragazzi del 2011.

## Trama
Il quattordicenne Jonathan vive in una casa famiglia ed il suo più grande desiderio è quello di rincontrare la madre. Quando nel vicino museo archeologico viene riportata alla luce un'antica pietra magica appartenuta al sovrano assiro Sennacherib, il ragazzo desidera venirne in possesso per poter esaudire il suo desiderio.

## Spin-off
La serie ha avuto uno spin-off intitolato Galis Summer Camp incentrato sulle avventure di Jonathan, Danny e Liam in un campeggio estivo chiamato Galis.